# Edward Magner
Edward "Ted" Magner (født 1. januar 1891 Newcastle, død juli 1948 Derby) var en engelsk fodboldtræner, der bl.a. kortvarigt stod i spidsen for Danmarks fodboldlandshold i 1939.
Som spiller spillede han for Gainsborough Trinity F.C., Everton F.C. og St. Mirren F.C.

## Klubber som træner
- 1936-1937: Lille OSC
- 1937-1938: FC Metz
- 1939: Danmarks fodboldlandshold
- 1942-1943: Huddersfield Town
- 1944-1946: Derby County
- 1946-1947: FC Metz